# NOFX
NOFX（ノーエフエックス）は、アメリカ合衆国カリフォルニア州出身のパンク・ロック・バンド。

## 特色
パンク・ロック 、 メロディック・ハードコア（メロコア）の草分け的存在。
ファット・マイクと当時の彼の妻が立ち上げたレーベルは北米最大のパンクレーベルへと成長し、世界6大陸42ヶ国のツアーをめぐり、CDの売り上げ枚数はメジャーレーベル、MTVをおしのける事も何度もあった。NOFXの曲は非常にスピーディでポップな楽曲が特徴であり、近作ではキーボードなども取り入れた幅広いサウンドを持つ。
スカやレゲエ、カントリーなどの楽曲も秀逸であり、その影には途中加入したエル・ヘーフェの存在が大きい。
殊にドラムの、いわゆる「ツービート」の速さは他に類を見ないBPMであり、さらにライブではより加速する傾向にある。

## 略歴
1983年、当時高校生だったファット・マイク（本名:マイク・バーケット）、エリック・サンディン、エリック・メルヴィンによって結成された。バンド名はネガティヴFXに因んでつけられており、「ダサいバンドにはなりたくない」と言う意味でNOFXとなった。実質的なリーダーであるファット・マイクより、ギターのエル・ヘーフェの方がファットである。
ハイスクール時代に組まれたバンドであった為、私生活の事情などによって結成当初はバンドの入れ替えが激しかった。1989年に発売したアルバム『リベラル・アニメーション - Liberal Animation  - 』と『S&Mエアラインズ - S&M Airlines - 』によりヒットするものの、当時メンバー内でマリファナが流行し、それに嫌気がさしてスティーヴ・キッドウィラーが脱退しエル・ヘーフェがメンバーとなって以降は現在までメンバーを変えずに続けている。
ファット・マイクと当時の彼の妻がレーベルであるファット・レック・コーズを1991年に立ち上げ、日本人ではHi-STANDARDが在籍し、同バンドに対してのプロデュースをして彼らを日本に逆輸入という形でヒットさせる。CDの売り上げ枚数はメジャーレーベル、MTVをおしのける事も何度もあり、ツアー6大陸世界42ヶ国をめぐる。また、SUM 41などNOFXに影響されたアーティストも多い。The War on Errorismからは同レーベルから発売されている。以前まで在籍していたエピタフ・レコードとの関係は良好のようで、同レーベルのコンピレーションアルバムにはエピタフの社長であるブレット・ガーヴィッツを擁するバッド・レリジョンも参加している。このアルバムにはNOFX以外に、グリーン・デイ、オフスプリング、SUM 41、ランシド なども参加している。他にもメンバーのファット・マイクはフー・ファイターズのクリス・シフレットらと共にME FIRST AND THE GIMME GIMMESというバンドを組みカバー曲をパンク風にアレンジしている。
日本版CDは高価という理由からか、10年以上「日本版」のアルバムCDは出していない。
兼ねてからバンドを解散をファット・マイクは示唆していた。そしてバンド結成40周年となる2023年、ファイナルツアーを実施する。
2024年10月6日ラストライブを終える。

## メンバーの変遷

### 1983
- エリック・サンディン (Erik Sandin) -ドラム
- エリック・メルヴィン (Eric Melvin) ギター
- ファット・マイク (Fat Mike) -ベース、ヴォーカル

### 1985
- スコット・セラーズ (Scott Sellers) -ドラム
- エリック・メルヴィン (Eric Melvin) -ギター
- ファット・マイク (Fat Mike) -ベース、ヴォーカル

### 1986
(2週間)
- スコット・アルダール (Scott Aldahl) -ドラム
- デイヴ・アレン (Dave Allen) -ヴォーカル ※交通事故により死去
- エリック・メルヴィン (Eric Melvin) -ギター
- ファット・マイク (Fat Mike) -ベース

- エリック・サンディン (Erik Sandin) -ドラム
- エリック・メルヴィン (Eric Melvin) -ギター
- ファット・マイク (Fat Mike) -ベース、ヴォーカル
- デイヴ・カシラス (Dave Casillas) -ギター

### 1989
- エリック・サンディン (Erik Sandin) -ドラム
- エリック・メルヴィン (Eric Melvin) -ギター
- ファット・マイク (Fat Mike) -ベース、ヴォーカル
- スティーヴ・キッドウィラー (Steve Kidwiller) -ギター

### 1991 - 現在
- エリック・サンディン (Erik Sandin) -ドラム
- エリック・メルヴィン (Eric Melvin) -ギター、ヴォーカル
- ファット・マイク (Fat Mike) -ベース・ヴォーカル
- エル・ヘーフェ (El Hefe) -ギター、トランペット、ヴォーカル

## ディスコグラフィ

### アルバム
- Maximum Rocknroll (1985)
- Liberal Animation (1988)
- S&M Airlines (1989)
- Ribbed (1990)
- White Trash, Two Heebs and a Bean (1992)
- Maximum Rocknroll (1992 再リリース)
- Punk in Drublic (1994)
- Heavy Petting Zoo (1996)
- So Long and Thanks for All the Shoes (1997)
- Pump Up the Valuum (2000)
- The War on Errorism (2003)
- Wolves in Wolves' Clothing (2006)
- Coaster (2009)
- The Longest EP (2010)
- Self Entitled (2012)
- First Ditch Effort (2016)
- Single Album (2021)
- Double Album (2022)

### EP
- NOFX (1986)
- So What If We're on Mystic! (1986)
- The P.M.R.C. Can Suck on This! (1987)
- The Longest Line (1992)
- Liza and Louise (1992)
- Don't Call Me White (1994)
- Leave it Alone (1995)
- HOFX (1995)
- Fuck the Kids (1996)
- Louise and Liza (1997)
- All of Me (1996)
- Timmy the Turtle (1999)
- The Decline (1999)
- Bottles to the Ground (2000)
- Pods and Gods (2000)
- Fat Club 7 (2001)
- Surfer (2001)
- Regaining Unconsciousness (2003)
- 13 Stitches (2003)
- 7" of the Month Club (2005 - 2006)
- Never Trust a Hippy (2006)
- Cokie the Clown" (2009)
- Half Album(2024)

### ライブアルバム
- I Heard They Suck Live!! (1995)
- They've Actually Gotten Worse Live(2007)

### スプリット
- Drowning Roses/NOFX Split (1988)
- BYO Split Series, Vol. 3 (2002) (ランシドとのスプリット)

### コンピレーション
- Maximum Rocknroll (1992)
- 45 or 46 Songs That Weren't Good Enough to Go on Our Other Records (2002)
- 22 Songs that Weren't Good Enough to go on Our Other Records (2002)
- The Greatest Songs Ever Written (By Us!) (2004)

### ビデオ
- Ten Years of Fuckin' Up (1994) VHS(後にDVDでも発売)
- Backstage Passport (2009)